# Popiersie Ludwika Kolankowskiego w Toruniu
Popiersie Ludwika Kolankowskiego w Toruniu – pomnik upamiętniający prof. Ludwika Kolankowskiego, pierwszego rektora Uniwersytetu Mikołaja Kopernika w Toruniu. Pomnik znajduje się na terenie miasteczka akademickiego, pomiędzy siedzibą Rektoratu UMK a Wydziałem Chemii.
Popiersie, zaprojektowane i wykonane przez Monikę Smuczyńską (ówczesną studentkę III roku Wydziału Sztuk Pięknych Uniwersytetu Mikołaja Kopernika w Toruniu), odsłonięto 1 października 2001 roku.
Wyrzeźbione z piaskowca popiersie przedstawia prof. Ludwika Kolankowskiego w todze rektorskiej. Na postumencie widnieje napis: PROFESOR LUDWIK KOLANKOWSKI PIERWSZY REKTOR UNIWERSYTETU MIKOŁAJA KOPERNIKA.